# 샬라코
샬라코(Shalako)는 독일(구 서독)에서 제작된 에드워드 드미트릭 감독의 1968년 서부 영화이다. 숀 코네리 등이 주연으로 출연하였고 유언 로이드 등이 제작에 참여하였다.

## 출연

### 주연
- 숀 코네리
- 브리지트 바르도
- 스티븐 보이드
- 잭 호킨스
- 피터 밴 아익
- 호노 블래크먼
- 우디 스트로드
- 에릭 시케스
- 알렉산더 녹스
- 발레리 프렌치

### 조연
- 줄리안 마테오스

## 한국판 성우진(KBS) (1998년 11월 1일)
- 양지운 - 샬라코 (숀 코네리)
- 강희선 - 이리나 (브리지트 바르도)
- 주호성 - 프레드릭 (피터 밴 아익)
- 최흘 - 헨리 (알렉산더 녹스)
- 이경자 - 줄리아
- 한상덕 - 풀탄 (스티븐 보이드)
- 유민석
- 김규식
- 조동희
- 최문자
- 서윤석
- 손선근

## 제작진
- 원작자: 루이스 라모르
- 미술: 허버트 스미스
- 의상: 신시아 틴지